# Sperosoma giganteum
Sperosoma giganteum är en sjöborreart som beskrevs av Alexander Emanuel Agassiz och Hubert Lyman Clark 1907. Sperosoma giganteum ingår i släktet Sperosoma och familjen Echinothuriidae. Inga underarter finns listade i Catalogue of Life.